# Heavy Time
Heavy Time este un roman științifico-fantastic din mai 1991 scris de C. J. Cherryh. Romanul face parte din ciclul Universul Alianță-Uniune , seria Războaiele Companiei. Împreună cu romanul Hellburner (1992) a fost inclus în ediția antologică Devil to the Belt (2010).

## Povestea
În secolul al XXI-lea, în cosmos, materiile prime au devenit rare. Sub comanda unei companii atotputernice de exploatare a zăcămintelor de minereuri din asteroizi, Bird și Ben prospectează sectorul lor.

## Vezi și
- 1991 în științifico-fantastic